# Robert Schwentke
Robert Schwentke (AFI: [ˈʁoːbɐt ˈʃvɛŋkə]) (Stoccarda, 15 febbraio 1968) è un regista tedesco.

## Biografia
Diplomatosi nel 1992 al Columbia College Hollywood, subito dopo debutta con il cortometraggio Heaven!. Nel 2002 ottiene diversi riconoscimenti per il film Tattoo. Nel 2005 sbarca a Hollywood dirigendo Jodie Foster in Flightplan - Mistero in volo. Nel 2009 dirige Eric Bana e Rachel McAdams in Un amore all'improvviso, adattamento cinematografico del romanzo La moglie dell'uomo che viaggiava nel tempo di Audrey Niffenegger, sempre nel 2009 dirige l'episodio pilota, intitolato Mentire per amore, della serie televisiva Lie to Me.
Nel 2010 dirige Red, adattamento cinematografico dell'omonima graphic novel della DC Comics scritta da Warren Ellis ed illustrata da Cully Hamner. Nel 2015 dirige The Divergent Series: Insurgent, sequel di Divergent del 2014 tratto dal romanzo di Veronica Roth. Inoltre viene anche scelto per dirigere la prima parte dell'adattamento cinematografico del romanzo Allegiant di Veronica Roth, dal titolo The Divergent Series: Allegiant.

## Filmografia

### Cinema
- Heaven! (1993)
- Tattoo (2002)
- Eierdiebe (2003)
- Flightplan - Mistero in volo (Flightplan) (2005)
- Un amore all'improvviso (The Time Traveler's Wife) (2009)
- Red (2010)
- R.I.P.D. - Poliziotti dall'aldilà (R.I.P.D.) (2013)
- The Divergent Series: Insurgent (2015)
- The Divergent Series: Allegiant (2016)
- Der Hauptmann (2017)
- Snake Eyes: G.I. Joe - Le origini (Snake Eyes: G.I. Joe Origins) (2021)
- Seneca (Seneca – Oder: Über die Geburt von Erdbeben) (2023)

### Televisione
- Tatort – serie TV, 3 episodi (1998-2001)
- Lie to Me – serie TV, episodio 1x01 (2009)
- Helgoland 513 – miniserie TV (2024)